# Sebastian Soto
Sebastian Guerra Soto (Carlsbad, 28 luglio 2000) è un calciatore statunitense, attaccante svincolato.

## Biografia
Nato a Carlsbad in California, ha origini cilene e messicane.

## Caratteristiche tecniche
È un centravanti.

## Carriera

### Club
Cresciuto nel Real Salt Lake, il 15 agosto 2018 è stato acquistato dall'Hannover 96. Ha esordito in Bundesliga il 6 aprile 2019 nella gara contro il Wolfsburg, entrando nei minuti finali al posto di Marvin Bakalorz; nella stessa stagione giocò altri due incontri in Bundesliga. Cona la squadra retrocessa, esordì in 2. Fußball-Bundesliga già alla seconda giornata il 3 agosto 2019 contro lo Jahn Ratisbona, entrando nel finale al posto di Marvin Ducksch.
Dopo due anni in cui ha giocato poco in Germania (appena un'altra presenza nella stagione 2019-2020), il 28 luglio 2020 viene ceduto al Norwich City, per poi essere immediatamente girato in prestito agli olandesi del Telstar.
Dopo 13 presenze e 7 reti con il club olandese militante in seconda serie, il 21 gennaio 2021 viene richiamato dal prestito dal Norwich.
Dopo non avere racimolato nessuna presenza coi canaries, il 3 luglio 2020 viene ceduto nuovamente a titolo temporaneo, questa volta al Porto; in Portogallo gioca esclusivamente con la formazione riserve, militante in seconda serie, e disputa otto gare tra agosto e gennaio, prima di essere nuovamente trasferito, stavolta agli scozzesi del Livingston.
Tornato dal prestito, nell'agosto 2022 viene ceduto a titolo definitivo all'Austria Klagenfurt.

### Nazionale
Nel settembre 2018, ha debuttato con la nazionale U-20 statunitense, dove nel novembre successivo, disputa con la selezione a stelle e strisce, il campionato nordamericano Under-20 2018. Nel maggio 2019, ha preso parte al campionato mondiale di calcio Under-20 2019 di categoria.
Debutta in nazionale maggiore il 16 novembre 2021 in occasione del successo per 6-2 in amichevole contro Panama, siglando una doppietta.

## Statistiche

### Cronologia presenze e reti in nazionale
| Cronologia completa delle presenze e delle reti in nazionale ― Stati Uniti | Cronologia completa delle presenze e delle reti in nazionale ― Stati Uniti | Cronologia completa delle presenze e delle reti in nazionale ― Stati Uniti | Cronologia completa delle presenze e delle reti in nazionale ― Stati Uniti | Cronologia completa delle presenze e delle reti in nazionale ― Stati Uniti | Cronologia completa delle presenze e delle reti in nazionale ― Stati Uniti | Cronologia completa delle presenze e delle reti in nazionale ― Stati Uniti | Cronologia completa delle presenze e delle reti in nazionale ― Stati Uniti |
| Data                                                                       | Città                                                                      | In casa                                                                    | Risultato                                                                  | Ospiti                                                                     | Competizione                                                               | Reti                                                                       | Note                                                                       |
| -------------------------------------------------------------------------- | -------------------------------------------------------------------------- | -------------------------------------------------------------------------- | -------------------------------------------------------------------------- | -------------------------------------------------------------------------- | -------------------------------------------------------------------------- | -------------------------------------------------------------------------- | -------------------------------------------------------------------------- |
| 16-11-2020                                                                 | Wiener Neustadt                                                            | Stati Uniti                                                                | 6 – 2                                                                      | Panama                                                                     | Amichevole                                                                 | 2                                                                          | 77’                                                                        |
| 9-12-2020                                                                  | Miami                                                                      | Stati Uniti                                                                | 6 – 0                                                                      | El Salvador                                                                | Amichevole                                                                 | -                                                                          | 58’                                                                        |
| Totale                                                                     |                                                                            | Presenze                                                                   | 2                                                                          |                                                                            | Reti                                                                       | 2                                                                          |                                                                            |